# USL 퍼스트 디비전
USL 퍼스트 디비전(USL First Division)은 미국 축구 2부 리그이며, 2010년 이후로 사라진 리그이다.

## 역대 클럽
- 마이애미 FC (NASL로 이동)
- 푸에르토리코 아일랜더스 (NASL로 이동)
- 몬트리얼 임팩트 (MLS로 승격)
- FC 에드먼턴 (NASL로 이동)
- NSC 미네소타 스타즈 (NASL로 이동)
- 캐롤라이나 레일호크스 (NASL로 이동)
- FC 탬파베이 (NASL로 이동)
- 애틀랜타 실버백스 (NASL로 이동)
- 샌안토니오 스콜피언스 (NASL로 이동)
- AC 세인트루이스
- 크리스털 팰리스 볼티모어 (NASL로 이동)
- 버지니아 비치 매리너즈
- 캘리포니아 빅토리
- 시애틀 사운더스 FC (MLS로 승격)
- 클리블랜드 시티 스타즈
- 미네소타 선더
- 포틀랜드 팀버스 (MLS로 승격)
- 밴쿠버 화이트캡스 FC (MLS로 승격)